# Cózar (kommunhuvudort)
Cózar är en kommunhuvudort i Spanien.   Den ligger i provinsen Provincia de Ciudad Real och regionen Kastilien-La Mancha, i den centrala delen av landet, 200 km söder om huvudstaden Madrid. Cózar ligger 860 meter över havet och antalet invånare är 1 305.
Terrängen runt Cózar är platt. Runt Cózar är det glesbefolkat, med 16 invånare per kvadratkilometer. Närmaste större samhälle är Infantes, 9,8 km nordost om Cózar. Trakten runt Cózar består till största delen av jordbruksmark.